# Siphonoecetes smithianus
Siphonoecetes smithianus är en kräftdjursart som beskrevs av M. J. Rathbun 1905. Siphonoecetes smithianus ingår i släktet Siphonoecetes och familjen Ischyroceridae. Inga underarter finns listade i Catalogue of Life.